# جان راریتی
 جان راریتی (به انگلیسی: John Rarity) فیزیک‌دان اهل بریتانیا، استاد مخابرات نوری دپارتمان مهندسی برق دانشگاه بریستول و عضو انجمن سلطنتی است. راریتی از متخصصان برجسته نورشناخت کوانتومی، رمزنگاری کوانتومی و مخابرات کوانتومی با کمک تک فوتون‌ها و درهم‌تنیدگی کوانتومی است.